# Little by little
little by little（リトル・バイ・リトル）は、日本の男女2人組音楽ユニット。2000年結成。所属芸能事務所はメンバーのtetsuhikoが代表取締役を務めるアイアンクリエイティヴ。所属レコード会社はソニー・ミュージックエンタテインメントで、レーベルはソニー・ミュージックレコーズ。略称は「lbl」。2010年活動休止。

## 概要
ユニット名の由来は、イギリスのロックバンド・オアシスの5thアルバム『ヒーザン・ケミストリー』収録曲「リトル・バイ・リトル」から引用された。

## メンバー
- hideco（ヒデコ）
  - 本名：佐藤英子
  - 生年月日非公表
  - 石川県小松市出身
  - ボーカル、コーラス、ギター、レコーディング
- tetsuhiko（テツヒコ）
  - 本名：鈴木哲彦
  - 1968年7月31日（56歳）
  - 大阪府大阪市出身
  - 作詞、作曲、編曲、コーラス、キーボード、トーキング・モジュレーター

## バイオグラフィ
- 2000年
  - 前身のWev.を結成。
  - 11月1日：CHICK RECORDSより、ミニアルバム『Ginger song』を発売しインディーズデビュー。
- 2003年
  - little by littleに改名。
  - 12月17日：ソニー・ミュージックレコーズより、1stシングル「悲しみをやさしさに」を発売しメジャーデビュー。初のオリコントップ10入りを果たした。
- 2004年
  - 4月14日：2ndシングル「LOVE & PEACE」発売。
  - 8月11日：3rdシングル「雨上がりの急な坂道」発売。
- 2005年
  - 4月20日：4thシングル「シンクロ」発売。
  - 6月8日：5thシングル「ハミングバード」発売。
  - 7月20日：1stアルバム『Sweet Noodle Pop』発売。
- 2007年
  - 12月5日：6thシングル「キミモノガタリ」発売。
- 2008年
  - 5月28日：7thシングル「Pray」発売。
- 2009年
  - 8月22日：配信限定シングル「Never Too Late」発売。
- 2012年
  - 6月5日：tetsuhikoが代表取締役を務める、アイアンクリエイティヴへ移籍。

## ディスコグラフィ

### シングル
| 1st | 2003年12月17日 | 悲しみをやさしさに | レーベルゲートCD2            | SRCL-5639                     | 6位   | Sweet Noodle Pop |
| 1st | 2003年12月17日 | 悲しみをやさしさに | CD-DA                        | SRCL-6178                     | 6位   | Sweet Noodle Pop |
| 2nd | 2004年4月14日  | LOVE & PEACE       | レーベルゲートCD2+プラモデル | SRCL-5720/1（初回生産限定盤） | 29位  | Sweet Noodle Pop |
| 2nd | 2004年4月14日  | LOVE & PEACE       | レーベルゲートCD2            | SRCL-5722（通常盤）           | 29位  | Sweet Noodle Pop |
| 2nd | 2004年4月14日  | LOVE & PEACE       | CD-DA                        | SRCL-6186（通常盤）           | 29位  | Sweet Noodle Pop |
| 3rd | 2004年8月11日  | 雨上がりの急な坂道 | レーベルゲートCD2            | SRCL-5768                     | 39位  | Sweet Noodle Pop |
| 3rd | 2004年8月11日  | 雨上がりの急な坂道 | CD-DA                        | SRCL-6193                     | 39位  | Sweet Noodle Pop |
| 4th | 2005年4月20日  | シンクロ           | CD-DA                        | SRCL-5911                     | 93位  | Sweet Noodle Pop |
| 5th | 2005年6月8日   | ハミングバード     | CD-DA                        | SRCL-5920                     | 82位  | Sweet Noodle Pop |
| 6th | 2007年12月5日  | キミモノガタリ     | CD-DA                        | SRCL-6682                     | 97位  | 未公表           |
| 7th | 2008年5月28日  | Pray               | CD-DA                        | SRCL-6801                     | 158位 | 未公表           |

### 配信限定シングル
|     | 発売日        | タイトル       | 規格                   | 収録作品 |
| --- | ------------- | -------------- | ---------------------- | -------- |
| 1st | 2009年8月22日 | Never Too Late | デジタル・ダウンロード | 未公表   |

### フルアルバム
| 1st | 2005年7月20日 | Sweet Noodle Pop | CD | SRCL-5945 | 85位 |

### 未発表曲
| タイトル | 備考                                                                   |
| -------- | ---------------------------------------------------------------------- |
| Pure     | カンロ『ピュレグミ』のCMソングで、2006年4月8日からオンエアされていた。 |

### 参加作品
| タイトル                                              | 規格 | 備考 |
| ----------------------------------------------------- | ---- | --- |
| NARUTO-ナルト- Best Hit Collection                    | CD   | 2004年8月4日に発売されたテレビ東京系列アニメ『NARUTO-ナルト-』のサウンドトラック。1stシングルの表題曲「悲しみをやさしさに」が収録されている。                                             |
| SDガンダムフォース オリジナル・サウンドトラック+      | CD   | 2004年12月1日に発売されたテレビ東京系列アニメ『SDガンダムフォース』のサウンドトラック。2ndシングルの表題曲「LOVE & PEACE」のSD GUNDAM FORCE EDITが収録されている。                        |
| 焼きたて!!ジャぱん オリジナル・サウンドトラック2      | CD   | 2005年11月23日に発売されたテレビ東京系列アニメ『焼きたて!!ジャぱん』のサウンドトラック。5thシングルの表題曲「ハミングバード」が収録されている。                                           |
| 焼きたて!!ジャぱん 主題歌集 BESTぱん!                 | CD   | 2006年6月21日に発売されたテレビ東京系列アニメ『焼きたて!!ジャぱん』のサウンドトラック。5thシングルの表題曲「ハミングバード」が収録されている。                                            |
| NARUTO SUPER HITS 2006-2008                           | CD   | 2008年7月23日に発売されたテレビ東京系列アニメ『NARUTO-ナルト-』のサウンドトラック。6thシングルの表題曲「キミモノガタリ」が収録されている。                                                |
| 東京ゴーストトリップ オリジナル・サウンドトラック     | CD   | 2008年8月6日に発売された独立放送局ドラマ『東京ゴーストトリップ』のサウンドトラック。7thシングルの表題曲「Pray」が収録されている。                                                         |
| NON-STOP NARUTO                                       | CD   | 2009年7月29日に発売されたテレビ東京系列アニメ『NARUTO-ナルト-』のリミックスアルバム。1stシングルの表題曲「悲しみをやさしさに」と、6thシングルの表題曲「キミモノガタリ」が収録されている。 |
| GUNDAM 30th ANNIVERSARY GUNDAM SONGS 145              | 10CD | 2010年2月24日に発売されたアニメ・ガンダムシリーズの主題歌集。2ndシングルの表題曲「LOVE & PEACE」が収録されている。                                                                        |
| クライマックス アニメ・ヒッツ                         | 2CD  | 2013年12月25日に発売された1990年代から2000年代のアニメ主題歌によるオムニバス。1stシングルの表題曲「悲しみをやさしさに」が収録されている。                                                 |
| アニソンLOVE! 蒼組                                    | CD   | 2016年3月30日に発売された2000年代のアニメ主題歌によるサウンドトラック。1stシングルの表題曲「悲しみをやさしさに」が収録されている。                                                        |
| 週刊少年ジャンプ50th Anniversary BEST ANIME MIX vol.2 | CD   | 2018年4月4日に発売されたDJシーザーによる週刊少年ジャンプ50周年記念オムニバス。1stシングルの表題曲「悲しみをやさしさに」が収録されている。                                                 |

| タイトル                             | 規格 | 備考 |
| ------------------------------------ | ---- | --- |
| 空は青                               | CD   | 2004年3月24日に発売された山寺宏一のシングル「ハッスル」のカップリング曲。テレビ朝日系列アニメ『かいけつゾロリ』の第1期エンディングテーマに起用された。   |
| あかねいろ                           | CD   | 2004年9月29日に発売されたノビタ・ロバートとのスプリット・シングルの表題曲。テレビ朝日系列アニメ『かいけつゾロリ』の第3期エンディングテーマに起用された。 |
| KODOMODE 〜Kids Songs Collection〜   | CD   | 2009年2月11日に発売された子供向けのオムニバス。「空は青」が収録されている。                                                                              |
| かいけつゾロリ ベスト・ソングだぜ!   | CD   | 2013年1月23日に発売されたテレビ朝日系列アニメ『かいけつゾロリ』のサウンドトラック。「空は青」と「あかねいろ」が収録されている。                          |
| かいけつゾロリ 絶好ちょ〜ベストだぜ! | CD   | 2017年12月20日に発売されたテレビ朝日系列アニメ『かいけつゾロリ』のサウンドトラック。「空は青」が収録されている。                                         |

## タイアップ一覧
| 年     | 楽曲               | タイアップ先                                                         |
| ------ | ------------------ | -------------------------------------------------------------------- |
| 2003年 | 悲しみをやさしさに | テレビ東京系列アニメ『NARUTO-ナルト-』第3期オープニングテーマ        |
| 2004年 | 空は青             | テレビ朝日系列アニメ『かいけつゾロリ』第1期エンディングテーマ        |
| 2004年 | LOVE & PEACE       | テレビ東京系列アニメ『SDガンダムフォース』中期オープニングテーマ     |
| 2004年 | 雨上がりの急な坂道 | TBS系列愛の劇場『大好き!五つ子6』主題歌                              |
| 2004年 | あかねいろ         | テレビ朝日系列アニメ『かいけつゾロリ』第3期エンディングテーマ        |
| 2005年 | シンクロ           | シネカノン配給系映画『恋は五・七・五!』主題歌                        |
| 2005年 | シンクロ           | コナカ『フィットハウス』CMソング                                     |
| 2005年 | ハミングバード     | テレビ東京系列アニメ『焼きたて!!ジャぱん』エンディングテーマ         |
| 2007年 | キミモノガタリ     | テレビ東京系列アニメ『NARUTO-ナルト- 疾風伝』第3期エンディングテーマ |
| 2008年 | Pray               | 独立放送局系ドラマ『東京ゴーストトリップ』エンディングテーマ         |
| 2008年 | Re:birth Day       | ニッセンレンエスコート『エスコートカード』公園編CMソング             |
| 2009年 | Never Too Late     | S・P・D=ビデオプランニング配給映画『RISE UP』主題歌                  |
| 未公表 | Pure               | カンロ『ピュレグミ』CMソング                                         |

## 出演イベント
| 公演年 | 形態       | タイトル                                                           | 公演日・会場                                   |
| ------ | ---------- | ------------------------------------------------------------------ | ---------------------------------------------- |
| 2005年 | ゲスト出演 | STARDUSTism MUSIC 2005 ～girls girls girls～                       | 8/3 Shibuya O-EAST (東京都)                    |
| 2007年 | ゲスト出演 | ジャンプフェスタ2008・アニプレックスブース"NARUTO-ナルト-ステージ" | 12/22 幕張メッセ・国際展示場1-8ホール (千葉県) |
| 2009年 | ゲスト出演 | 「開国博Y150」横浜開港150周年記念テーマパークイベント              | 9/22 Y150トゥモローパーク・ステージ (神奈川県) |
| 2009年 | 単独出演   | one asia presents『LOVE ASIA vol.3』                               | 10/3 大塚Deepa (東京都)                        |
| 2009年 | 単独出演   | twinkle candy box                                                  | 11/25 表参道FAB (東京都)                       |
| 2010年 | 単独出演   | DEEPA'S DIVAS                                                      | 1/26 大塚Deepa (東京都)                        |